# Спутник (премия, 2021)
25-я церемония вручения наград премии «Спутник», присуждаемых Международной пресс-академией за заслуги в области кинематографа и телевидения за 2020 год состоялась 15 февраля 2021 года в бутик‑отеле Viceroy L'Ermitage Beverly Hills (Беверли-Хиллз, Лос-Анджелес, Калифорния). Оглашение номинантов, лауреатов специальных наград и номинантов в кино- и теле- номинациях состоялось 1 февраля 2021 года.

## Список лауреатов и номинантов

### Кино
Количество наград/номинаций:
- 3/11: «Манк»
- 3/8: «Земля кочевников»
- 2/4: «Звук металла»
- 2/3: «Борат 2»
- 1/6: «Отец» / «Суд над чикагской семёркой»
- 1/5: «Довод» / «Полночное небо»
- 1/4: «История Дэвида Копперфилда»
- 1/3: «Девушка, подающая надежды» / «Вся жизнь впереди»
- 1/2: «Пятеро одной крови»
- 1/1: «40-летняя версия» / «Коллектив» / «Легенда о волках» / «Ла Йорона»
- 0/9: «Одна ночь в Майами»
- 0/7: «Минари»
- 0/5: «Ма Рейни: Мать блюза»
- 0/4: «Выпускной»  / «Новости со всего света»
- 0/3: «Гамильтон» / «Зависнуть в Палм-Спрингс» / «Последняя капля» / «Мулан»
- 0/2: «Фрагменты женщины» / «Хищные птицы: Потрясающая история Харви Квинн» / «Эмма» / «Душа» / «Путешествие на Луну»

| Категория                                                           | Лауреаты и номинанты |
| ------------------------------------------------------------------- | --- |
| Лучший фильм (драма)                                                | • Земля кочевников / Nomadland |
| Лучший фильм (драма)                                                | • Довод / Tenet |
| Лучший фильм (драма)                                                | • Звук металла / Sound of Metal |
| Лучший фильм (драма)                                                | • Девушка, подающая надежды / Promising Young Woman                                                                                    |
| Лучший фильм (драма)                                                | • Ма Рэйни: Мать блюза / Ma Rainey's Black Bottom                                                                                      |
| Лучший фильм (драма)                                                | • Минари / Minari |
| Лучший фильм (драма)                                                | • Мисс Свобода / Miss Juneteenth |
| Лучший фильм (драма)                                                | • Одна ночь в Майами / One Night in Miami                                                                                              |
| Лучший фильм (драма)                                                | • Отец / The Father |
| Лучший фильм (драма)                                                | • Суд над чикагской семёркой / The Trial of the Chicago 7                                                                              |
| Лучший фильм (комедия или мюзикл)                                   | • 40-летняя версия / The Forty-Year-Old Version                                                                                        |
| Лучший фильм (комедия или мюзикл)                                   | • Гамильтон / Hamilton |
| Лучший фильм (комедия или мюзикл)                                   | • Зависнуть в Палм-Спрингс / Palm Springs                                                                                              |
| Лучший фильм (комедия или мюзикл)                                   | • История Дэвида Копперфилда / The Personal History of David Copperfield                                                               |
| Лучший фильм (комедия или мюзикл)                                   | • Последняя капля / On the Rocks |
| Лучший фильм (комедия или мюзикл)                                   | • Борат 2 / Borat: Gift of Pornographic Monkey to Vice Premiere Mikhael Pence to Make Benefit Recently Diminished Nation of Kazakhstan |
| Лучшая режиссура                                                    | • Хлои Чжао — «Земля кочевников» |
| Лучшая режиссура                                                    | • Дариус Мардер — «Звук металла» |
| Лучшая режиссура                                                    | • Аарон Соркин — «Суд над чикагской семёркой»                                                                                          |
| Лучшая режиссура                                                    | • Дэвид Финчер — «Манк» |
| Лучшая режиссура                                                    | • Флориан Зеллер — «Отец» |
| Лучшая режиссура                                                    | • Ли Айзек Чун — «Минари» |
| Лучший актёр в драматическом фильме                                 | • Риз Ахмед — «Звук металла» (за роль Рубена Стоуна)                                                                                   |
| Лучший актёр в драматическом фильме                                 | • Чедвик Боузман — «Ма Рейни: Мать блюза» (за роль Леви Грина)                                                                         |
| Лучший актёр в драматическом фильме                                 | • Делрой Линдо — «Пятеро одной крови» (за роль Пола)                                                                                   |
| Лучший актёр в драматическом фильме                                 | • Гэри Олдмен — «Манк» (за роль Хермана Дж. Манкевича)                                                                                 |
| Лучший актёр в драматическом фильме                                 | • Энтони Хопкинс — «Отец» (за роль Энтони)                                                                                             |
| Лучший актёр в драматическом фильме                                 | • Стивен Ён — «Минари» (за роль Джейкоба Ли)                                                                                           |
| Лучшая актриса в драматическом фильме                               | • Фрэнсис Макдорманд — «Земля кочевников» (за роль Ферн)                                                                               |
| Лучшая актриса в драматическом фильме                               | • Ванесса Кирби — «Фрагменты женщины» (за роль Марты Вайсс)                                                                            |
| Лучшая актриса в драматическом фильме                               | • Софи Лорен — «Вся жизнь впереди» (за роль Мадам Розы)                                                                                |
| Лучшая актриса в драматическом фильме                               | • Виола Дэвис — «Ма Рейни: Мать блюза» (за роль Ма Рейни)                                                                              |
| Лучшая актриса в драматическом фильме                               | • Кэри Маллиган — «Девушка, подающая надежды» (за роль Кассандры «Кэсси» Томас)                                                        |
| Лучшая актриса в драматическом фильме                               | • Кейт Уинслет — «Аммонит» (за роль Мэри Эннинг)                                                                                       |
| Лучший актёр в комедии или мюзикле                                  | • Саша Барон Коэн — «Борат 2» (за роль Бората Сагдиева)                                                                                |
| Лучший актёр в комедии или мюзикле                                  | • Лин-Мануэль Миранда — «Гамильтон» (за роль Александра Гамильтона)                                                                    |
| Лучший актёр в комедии или мюзикле                                  | • Лесли Одом-младший — «Гамильтон» (за роль Аарона Берра)                                                                              |
| Лучший актёр в комедии или мюзикле                                  | • Дев Патель — «История Дэвида Копперфилда» (за роль Дэвида Копперфилда)                                                               |
| Лучший актёр в комедии или мюзикле                                  | • Энди Сэмберг — «Зависнуть в Палм-Спрингс» (за роль Найлза)                                                                           |
| Лучшая актриса в комедии или мюзикле                                | • Мария Бакалова — «Борат 2» (за роль Тутар Сагдиевой)                                                                                 |
| Лучшая актриса в комедии или мюзикле                                | • Рашида Джонс — «Последняя капля» (за роль Лоры)                                                                                      |
| Лучшая актриса в комедии или мюзикле                                | • Мишель Пфайффер — «Уйти не прощаясь» (за роль Фрэнсис Прайс)                                                                         |
| Лучшая актриса в комедии или мюзикле                                | • Марго Робби — «Хищные птицы: Потрясающая история Харли Квинн» (за роль Харли Квинн)                                                  |
| Лучшая актриса в комедии или мюзикле                                | • Мерил Стрип — «Выпускной» (за роль Ди Ди Аллен)                                                                                      |
| Лучшая актриса в комедии или мюзикле                                | • Аня Тэйлор-Джой — «Эмма» (за роль Эммы Вудхаус)                                                                                      |
| Лучший актёр второго плана                                          | • Чедвик Боузмэн — «Пятеро одной крови» (за роль Нормана)                                                                              |
| Лучший актёр второго плана                                          | • Кингсли Бен-Адир — «Одна ночь в Майами» (за роль Мальколма Икса)                                                                     |
| Лучший актёр второго плана                                          | • Саша Барон Коэн — «Суд над чикагской семёркой» (за роль Эбби Хоффмана)                                                               |
| Лучший актёр второго плана                                          | • Брайан Деннехи — «Подъезды» (за роль Дела)                                                                                           |
| Лучший актёр второго плана                                          | • Билл Мюррей — «Последняя капля» (за роль Феликса Кина)                                                                               |
| Лучший актёр второго плана                                          | • Дэвид Стрэтэйрн — «Земля кочевников» (за роль Дэвида)                                                                                |
| Лучшая актриса второго плана                                        | • Аманда Сейфрид — «Манк» (за роль Мэрион Дэвис)                                                                                       |
| Лучшая актриса второго плана                                        | • Хелена Зенгель — «Новости со всего света» (за роль Джоанны)                                                                          |
| Лучшая актриса второго плана                                        | • Николь Кидман — «Выпускной» (за роль Энджи Дикинсон)                                                                                 |
| Лучшая актриса второго плана                                        | • Оливия Колман — «Отец» (за роль Энн)                                                                                                 |
| Лучшая актриса второго плана                                        | • Эллен Бёрстин — «Фрагменты женщины» (за роль Элизабет)                                                                               |
| Лучшая актриса второго плана                                        | • Юн Ёджон — «Минари» (за роль Сунджи)                                                                                                 |
| Лучший оригинальный сценарий                                        | • Эмиральд Феннел — «Девушка, подающая надежды»                                                                                        |
| Лучший оригинальный сценарий                                        | • Пит Доктер, Майк Джонс, Кемп Пауэрс — «Душа»                                                                                         |
| Лучший оригинальный сценарий                                        | • Энди Сьяра — «Зависнуть в Палм-Спрингс»                                                                                              |
| Лучший оригинальный сценарий                                        | • Джек Финчер — «Манк» |
| Лучший оригинальный сценарий                                        | • Ли Айзек Чун — «Минари» |
| Лучший оригинальный сценарий                                        | • Аарон Соркин — «Суд над чикагской семёркой»                                                                                          |
| Лучший адаптированный сценарий                                      | • Кристофер Хэмптон, Флориан Зеллер — «Отец»                                                                                           |
| Лучший адаптированный сценарий                                      | • Джессика Брудер, Хлои Чжао — «Земля кочевников»                                                                                      |
| Лучший адаптированный сценарий                                      | • Рубен Сантьяго-Хадсон — «Ма Рэйни: Мать блюза»                                                                                       |
| Лучший адаптированный сценарий                                      | • Люк Дейвис, Пол Гринграсс — «Новости со всего света»                                                                                 |
| Лучший адаптированный сценарий                                      | • Кемп Пауэрс — «Одна ночь в Майами»                                                                                                   |
| Лучший адаптированный сценарий                                      | • Эдоардо Понти — «Вся жизнь впереди»                                                                                                  |
| Лучшая музыка к фильму                                              | • Александр Деспла — «Полночное небо»                                                                                                  |
| Лучшая музыка к фильму                                              | • Теренс Блэнчард — «Одна ночь в Майами»                                                                                               |
| Лучшая музыка к фильму                                              | • Людвиг Йоранссон — «Довод» |
| Лучшая музыка к фильму                                              | • Эмиль Моссери — «Минари» |
| Лучшая музыка к фильму                                              | • Джеймс Ньютон Ховард — «Новости со всего света»                                                                                      |
| Лучшая музыка к фильму                                              | • Трент Резнор, Аттикус Росс — «Манк»                                                                                                  |
| Лучшая песня                                                        | • “Io Sí” — «Вся жизнь впереди» |
| Лучшая песня                                                        | • “Hear My Voice” — «Суд над чикагской семёркой»                                                                                       |
| Лучшая песня                                                        | • ”Everybody Cries” — «Форпост» |
| Лучшая песня                                                        | • “The Other Side” — «Тролли. Мировой тур»                                                                                             |
| Лучшая песня                                                        | • “Rocket To The Moon” — «Путешествие на Луну»                                                                                         |
| Лучшая песня                                                        | • ”Speak Now” — «Одна ночь в Майами»                                                                                                   |
| Лучший монтаж                                                       | • Алан Баумгартен — «Суд над чикагской семёркой»                                                                                       |
| Лучший монтаж                                                       | • Йоргос Лампринос — «Отец» |
| Лучший монтаж                                                       | • Хлои Чжао — «Земля кочевников» |
| Лучший монтаж                                                       | • Кирк Бакстер — «Манк» |
| Лучший монтаж                                                       | • Тарик Анвар — «Одна ночь в Майами»                                                                                                   |
| Лучший монтаж                                                       | • Гарри Юн — «Минари» |
| Лучшая операторская работа                                          | • Эрик Мессершмидт — «Манк» |
| Лучшая операторская работа                                          | • Джошуа Джеймс Ричардс — «Земля кочевников»                                                                                           |
| Лучшая операторская работа                                          | • Мартин Руе — «Полночное небо» |
| Лучшая операторская работа                                          | • Дариуш Вольский — «Новости со всего света»                                                                                           |
| Лучшая операторская работа                                          | • Тами Рикер — «Одна ночь в Майами» |
| Лучшая операторская работа                                          | • Хойте Ван Хойтема — «Довод» |
| Лучшая работа художника (Art Direction and Production Design)       | • Дональд Грэхэм Берт, Крис Крейн, Дэн Уэбстер, Джен Паскаль — «Манк»                                                                  |
| Лучшая работа художника (Art Direction and Production Design)       | • Пейдж Бакнер, Бэрри Робинсон, Марк Зюльзке — «Одна ночь в Майами»                                                                    |
| Лучшая работа художника (Art Direction and Production Design)       | • Кристина Касали, Шарлотта Уоттс — «История Дэвида Копперфилда»                                                                       |
| Лучшая работа художника (Art Direction and Production Design)       | • Джеймс Бисселл, Джон Буш — «Полночное небо»                                                                                          |
| Лучшая работа художника (Art Direction and Production Design)       | • Джейми Уокер МакКолл, Джин Сердена — «Выпускной»                                                                                     |
| Лучшая работа художника (Art Direction and Production Design)       | • Грант Мейджор, Анна Кулиян— «Мулан»                                                                                                  |
| Лучший дизайн костюмов                                              | • Сьюзи Харман, Роберт Уорли — «История Дэвида Копперфилда»                                                                            |
| Лучший дизайн костюмов                                              | • Александра Бирн — «Эмма» |
| Лучший дизайн костюмов                                              | • Энн Рот — «Ма Рэйни: Мать блюза» |
| Лучший дизайн костюмов                                              | • Триш Саммервилл — «Манк» |
| Лучший дизайн костюмов                                              | • Сабина Дайгелер — «Мулан» |
| Лучший дизайн костюмов                                              | • Френсин Джеймисон-Танчук — «Одна ночь в Майами»                                                                                      |
| Лучший звук (монтаж и микс) Sound (Editing and Mixing)              | • Филипп Блад, Николас Беккер, Хайме Бакшт, Мишель Куттоленк, Карлос Кортес, Каролина Сантана — «Звуки металла»                        |
| Лучший звук (монтаж и микс) Sound (Editing and Mixing)              | • Уилли Д. Бертон, Ричард Кинг, Кевин О’Коннелл, Гари Риззо — «Довод»                                                                  |
| Лучший звук (монтаж и микс) Sound (Editing and Mixing)              | • Рен Клайс, Джереми Молод, Дэвид Паркер, Натан Нэнс, Дрю Кунин — «Манк»                                                               |
| Лучший звук (монтаж и микс) Sound (Editing and Mixing)              | • Гэри Мэгрегиан, Дэвид Джаммарко, Марк Патерсон, Стивен Морроу — «Выпускной»                                                          |
| Лучший звук (монтаж и микс) Sound (Editing and Mixing)              | • Рэнди Том, Дэн Хилэнд, Тодд Бекет, Дэнни Хэмбрук, Бьорн Шрёдер — «Полночное небо»                                                    |
| Лучший звук (монтаж и микс) Sound (Editing and Mixing)              | • Серджо Диаз, Зак Силверс, М. Вульф Снайдер — «Земля кочевников»                                                                      |
| Лучшие визуальные эффекты                                           | • Эндрю Джексон — «Довод» |
| Лучшие визуальные эффекты                                           | • Пабло Хелман, Мэтью Кови, Эрин Дюссо, Флэнери Хантли — «Манк»                                                                        |
| Лучшие визуальные эффекты                                           | • Марк Баковски, Джорджина Стрит, Джилл Брукс — «Полночное небо»                                                                       |
| Лучшие визуальные эффекты                                           | • Кевин Соулс, Трэйн Шэдболт— «Хищные птицы: Потрясающая история Харли Квинн»                                                          |
| Лучшие визуальные эффекты                                           | • Нэйтан МакГиннесс, Пит Бэбб — «Грейхаунд»                                                                                            |
| Лучшие визуальные эффекты                                           | • Шон Фэйден — «Мулан» |
| Лучший документальный фильм                                         | • Коллектив / Collective |
| Лучший документальный фильм                                         | • Лагерь калек / Crip Camp |
| Лучший документальный фильм                                         | • МЛК/ФБР / MLK / FBI |
| Лучший документальный фильм                                         | • Диссидент / The Dissident |
| Лучший документальный фильм                                         | • Самая красивая вещь/ A Most Beautiful Thing                                                                                          |
| Лучший документальный фильм                                         | • Охотники за трюфелями / The Truffle Hunters                                                                                          |
| Лучший документальный фильм                                         | • Акаса, мой дом / Acasa, My Home |
| Лучший документальный фильм                                         | • Coup 53 |
| Лучший документальный фильм                                         | • Гунда / Gunda |
| Лучший документальный фильм                                         | • Книжный цирк/ Circus of Books |
| Лучший анимационный фильм (Motion Picture, Animated or Mixed Media) | • Легенда о волках / WolfWalkers |
| Лучший анимационный фильм (Motion Picture, Animated or Mixed Media) | • Душа / Soul |
| Лучший анимационный фильм (Motion Picture, Animated or Mixed Media) | • Вишневый переулок, 7 / 繼園臺七號 |
| Лучший анимационный фильм (Motion Picture, Animated or Mixed Media) | • Клинок, рассекающий демонов: Бесконечный поезд / 鬼滅の刃 無限列車編                                                                 |
| Лучший анимационный фильм (Motion Picture, Animated or Mixed Media) | • Путешествие на Луну / Over the Moon                                                                                                  |
| Лучший анимационный фильм (Motion Picture, Animated or Mixed Media) | • Случайная роскошь прозрачного водоёма Ребус / Accidental Luxuriance of the Translucent Watery Rebus                                  |
| Лучший иностранный фильм (Motion Picture, International Film)       | • Ла Йорона — (Гватемала) |
| Лучший иностранный фильм (Motion Picture, International Film)       | • Джалликатту / — (Индия) |
| Лучший иностранный фильм (Motion Picture, International Film)       | • Ещё по одной — (Дания) |
| Лучший иностранный фильм (Motion Picture, International Film)       | • Атлантида / (Украина) |
| Лучший иностранный фильм (Motion Picture, International Film)       | • Меня здесь больше нет — (Мексика) |
| Лучший иностранный фильм (Motion Picture, International Film)       | • Сестрёнка — (Швейцария) |
| Лучший иностранный фильм (Motion Picture, International Film)       | • Солнце — (Тайвань) |
| Лучший иностранный фильм (Motion Picture, International Film)       | • Ты и я / Deux (Франция) |
| Лучший иностранный фильм (Motion Picture, International Film)       | • Туве — (Финляндия) |

### Телевидение
Количество наград/номинаций:
- 2/3: «Шиттс Крик» / «Миссис Америка» / «Птица доброго Господа»
- 2/2: «Лучше звоните Солу»
- 1/6: «Корона»
- 1/3: «Неортодоксальная»
- 1/2: «Великая»
- 1/1: «Сестры Кларк: Первые леди Евангелия» / «Призраки усадьбы Блай»
- 0/5: «Отыграть назад»
- 0/4: «Озарк»
- 0/3: «Миллиарды» / «Голос перемен» / «Фарго»
- 0/2: «Убивая Еву» / «Белая ворона» / «Рами» / «Ход королевы» / «Безупречный» / «Бриджертоны» /  / «Мёртв для меня» / «Ваша честь»

| Категории                                                               | Лауреаты и номинанты                                                              |
| ----------------------------------------------------------------------- | --------------------------------------------------------------------------------- |
| Лучший телевизионный сериал (драма)                                     | • Лучше звоните Солу / Better Call Saul                                           |
| Лучший телевизионный сериал (драма)                                     | • Миллиарды / Billions                                                            |
| Лучший телевизионный сериал (драма)                                     | • Корона / The Crown                                                              |
| Лучший телевизионный сериал (драма)                                     | • Озарк / Ozark                                                                   |
| Лучший телевизионный сериал (драма)                                     | • Долина соблазна / P-Valley                                                      |
| Лучший телевизионный сериал (драма)                                     | • Убивая Еву / Killing Eve                                                        |
| Лучший телевизионный сериал (комедия или мюзикл)                        | • Шиттс Крик / Schitt's Creek                                                     |
| Лучший телевизионный сериал (комедия или мюзикл)                        | • Белая ворона / Insecure                                                         |
| Лучший телевизионный сериал (комедия или мюзикл)                        | • Рами / Ramy                                                                     |
| Лучший телевизионный сериал (комедия или мюзикл)                        | • Прощай навсегда / Dead to Me                                                    |
| Лучший телевизионный сериал (комедия или мюзикл)                        | • Пацаны / The Boys                                                               |
| Лучший телевизионный сериал (комедия или мюзикл)                        | • Чем мы заняты в тени / What We Do in the Shadows                                |
| Лучший мини-сериал (Miniseries & Limited Series)                        | • Птица доброго Господа / The Good Lord Bird                                      |
| Лучший мини-сериал (Miniseries & Limited Series)                        | • Неортодоксальная / Unorthodox                                                   |
| Лучший мини-сериал (Miniseries & Limited Series)                        | • Миссис Америка / Mrs. America                                                   |
| Лучший мини-сериал (Miniseries & Limited Series)                        | • Ход королевы / The Queen's Gambit                                               |
| Лучший мини-сериал (Miniseries & Limited Series)                        | • Голос перемен / Small Axe                                                       |
| Лучший мини-сериал (Miniseries & Limited Series)                        | • Нормальные люди / Normal People                                                 |
| Лучший мини-сериал (Miniseries & Limited Series)                        | • Отыграть назад / The Undoing                                                    |
| Лучший телефильм                                                        | • Сестры Кларк: Первые леди Евангелия / The Clark Sisters: First Ladies Of Gospel |
| Лучший телефильм                                                        | • Любовь Сильвии / Sylvie's Love                                                  |
| Лучший телефильм                                                        | • Безупречный / Bad Education                                                     |
| Лучший телефильм                                                        | • Дядя Фрэнк / Uncle Frank                                                        |
| Лучший жанровый сериал (Best Television Series, Genre)                  | • Призраки усадьбы Блай / The Haunting of Bly Manor                               |
| Лучший жанровый сериал (Best Television Series, Genre)                  | • Зло / Evil                                                                      |
| Лучший жанровый сериал (Best Television Series, Genre)                  | • Чужак / The Outsider                                                            |
| Лучший жанровый сериал (Best Television Series, Genre)                  | • Тёмные начала / His Dark Materials                                              |
| Лучший жанровый сериал (Best Television Series, Genre)                  | • Пенниуорт / Pennyworth                                                          |
| Лучший жанровый сериал (Best Television Series, Genre)                  | • Мандалорец / The Mandalorian                                                    |
| Лучший актёр в драматическом или жанровом телесериале                   | • Боб Оденкёрк — «Лучше звоните Солу» (за роль Сола Гудмана)                      |
| Лучший актёр в драматическом или жанровом телесериале                   | • Мэттью Риз — «Перри Мейсон» (за роль Перри Мэйсона)                             |
| Лучший актёр в драматическом или жанровом телесериале                   | • Джейсон Бэйтмэн — «Озарк» (за роль Мартина «Марти» Бёрда)                       |
| Лучший актёр в драматическом или жанровом телесериале                   | • Дэмиэн Льюис — «Миллиарды» (за роль Роберта «Бобби» Аксельрода)                 |
| Лучший актёр в драматическом или жанровом телесериале                   | • Реге Пейдж — «Бриджертоны» (за роль Саймона Бассета)                            |
| Лучший актёр в драматическом или жанровом телесериале                   | • Тобайас Мензис — «Корона» (за роль Филиппа, герцога Эдинбургского)              |
| Лучшая актриса в драматическом или жанровом телесериале                 | • Оливия Колман — «Корона» (за роль королевы Елизаветы II)                        |
| Лучшая актриса в драматическом или жанровом телесериале                 | • Лора Линни — «Озарк» (за роль Венди Бёрд)                                       |
| Лучшая актриса в драматическом или жанровом телесериале                 | • Мэгги Сифф — «Миллиарды» (за роль Венди Роадс)                                  |
| Лучшая актриса в драматическом или жанровом телесериале                 | • Катрина Балф — «Чужестранка» (за роль Клэр Бичем Фрейзер)                       |
| Лучшая актриса в драматическом или жанровом телесериале                 | • Сандра О — «Убивая Еву» (за роль Евы Поластри)                                  |
| Лучшая актриса в драматическом или жанровом телесериале                 | • Фиби Дайневор — «Бриджертоны» (за роль Дафны Бриджертон)                        |
| Лучший актёр в комедийном телесериале или мюзикле                       | • Юджин Леви — «Шиттс Крик» (за роль Джонни Роуза)                                |
| Лучший актёр в комедийном телесериале или мюзикле                       | • Рами Юссеф — «Рами» (за роль Рами)                                              |
| Лучший актёр в комедийном телесериале или мюзикле                       | • Дэйв Бард — «Дэйв» (за роль Дэйва)                                              |
| Лучший актёр в комедийном телесериале или мюзикле                       | • Николас Холт — «Великая» (за роль Петра III)                                    |
| Лучший актёр в комедийном телесериале или мюзикле                       | • Рики Джервэйс — «Следом за жизнью» (за роль Тони)                               |
| Лучший актёр в комедийном телесериале или мюзикле                       | • Джейсон Судейкис — «Тед Лассо» (за роль Теда Лассо)                             |
| Лучшая актриса в комедийном телесериале или мюзикле                     | • Эль Фэннинг — «Великая» (за роль Екатерины II)                                  |
| Лучшая актриса в комедийном телесериале или мюзикле                     | • Зои Кравиц — «Меломанка» (за роль Роб)                                          |
| Лучшая актриса в комедийном телесериале или мюзикле                     | • Исса Рэй — «Белая ворона» (за роль Иссы Ди)                                     |
| Лучшая актриса в комедийном телесериале или мюзикле                     | • Кристина Эпплгейт — «Мёртв для меня» (за роль Джен Хардинг)                     |
| Лучшая актриса в комедийном телесериале или мюзикле                     | • Кэтрин О’Хара — «Шиттс Крик» (за роль Мойры Роуз)                               |
| Лучшая актриса в комедийном телесериале или мюзикле                     | • Линда Карделлини — «Мёртв для меня» (за роль Джуди Хейл)                        |
| Лучший актёр в мини-сериале или телефильме                              | • Итан Хоук — «Птица доброго Господа» (за роль Джона Брауна)                      |
| Лучший актёр в мини-сериале или телефильме                              | • Брайан Крэнстон — «Ваша честь» (за роль Майкла Десиато)                         |
| Лучший актёр в мини-сериале или телефильме                              | • Марк Руффало — «Я знаю, что это правда» (за роли Доминика и Томаса Бёрдси)      |
| Лучший актёр в мини-сериале или телефильме                              | • Крис Рок — «Фарго» (за роль Лоя Кэннона)                                        |
| Лучший актёр в мини-сериале или телефильме                              | • Хью Джекман — «Безупречный» (за роль Фрэнка Тассоне)                            |
| Лучший актёр в мини-сериале или телефильме                              | • Хью Грант — «Отыграть назад» (за роль Джонатана Фрейзера)                       |
| Лучший актёр в мини-сериале или телефильме                              | • Джон Бойега — «Голос перемен» (за роль Лероя Логана)                            |
| Лучшая актриса в мини-сериале или телефильме                            | • Кейт Бланшетт — «Миссис Америка» (за роль Филлис Шлэфли)                        |
| Лучшая актриса в мини-сериале или телефильме                            | • Шира Хаас — «Неортодоксальная» (за роль Эстер Шапиро)                           |
| Лучшая актриса в мини-сериале или телефильме                            | • Зендая — «Эйфория» (за роль Ру Беннетт)                                         |
| Лучшая актриса в мини-сериале или телефильме                            | • Летиша Райт — «Голос перемен» (за роль Алтеи Джонс)                             |
| Лучшая актриса в мини-сериале или телефильме                            | • Аня Тейлор-Джой — «Ход королевы» (за роль Элизабет Хармон)                      |
| Лучшая актриса в мини-сериале или телефильме                            | • Николь Кидман — «Отыграть назад» (за роль Грейс Фрейзер)                        |
| Лучший актёр второго плана в телесериале, мини-сериале или телефильме   | • Джефф Вильбуш — «Неортодоксальная» (за роль Мойше Левковича)                    |
| Лучший актёр второго плана в телесериале, мини-сериале или телефильме   | • Том Пельфри — «Озарк» (за роль Бена Дэвиса)                                     |
| Лучший актёр второго плана в телесериале, мини-сериале или телефильме   | • Джошуа Калеб Джонсон — «Птица доброго Господа» (за роль Ониона)                 |
| Лучший актёр второго плана в телесериале, мини-сериале или телефильме   | • Бен Уишоу — «Фарго» (за роль Рабби Миллигана)                                   |
| Лучший актёр второго плана в телесериале, мини-сериале или телефильме   | • Джош О’Коннор — «Корона» (за роль принца Чарьза)                                |
| Лучший актёр второго плана в телесериале, мини-сериале или телефильме   | • Дональд Сазерленд — «Отыграть назад» (за роль Франклина Райнхардта)             |
| Лучшая актриса второго плана в телесериале, мини-сериале или телефильме | • Трейси Ульман — «Миссис Америка» (за роль Бетти Фридан)                         |
| Лучшая актриса второго плана в телесериале, мини-сериале или телефильме | • Джесси Бакли — «Фарго» (за роль Оретты Мейфлауэр)                               |
| Лучшая актриса второго плана в телесериале, мини-сериале или телефильме | • Джиллиан Андерсон — «Корона» (за роль Маргарет Тэтчер)                          |
| Лучшая актриса второго плана в телесериале, мини-сериале или телефильме | • Эмма Корин — «Корона» (за роль принцессы Дианы)                                 |
| Лучшая актриса второго плана в телесериале, мини-сериале или телефильме | • Нома Думезвени — «Отыграть назад» (за роль Хейли Фитцджеральд)                  |
| Лучшая актриса второго плана в телесериале, мини-сериале или телефильме | • Хоуп Дэвис — «Ваша честь» (за роль Джины Бэкстер)                               |

## Специальные награды
| Награда                                                                | Лауреаты                                                 |
| ---------------------------------------------------------------------- | -------------------------------------------------------- |
| Награда имени Мэри Пикфорд (Mary Pickford Award)                       | • Тильда Суинтон                                         |
| Награда имени Николы Теслы (Nikola Tesla Award)                        | • Дик Поуп                                               |
| Auteur Award                                                           | • Эмиральд Феннел — «Девушка, подающая надежды»          |
| Лучший первый полнометражный фильм (Best First Feature)                | • Чаннинг Годфри Пиплз — «Миссис Свобода»                |
| Лучший актёрский ансамбль в кинофильме (Best Ensemble, Motion Picture) | • актёрский ансамбль фильма «Суд над чикагской семёркой» |
| Лучший актёрский ансамбль в телесериале (Best Ensemble: Television)    | • актёрский ансамбль сериала «Птица доброго Господа»     |
| Humanitarian Award                                                     | • Марк Уолберг                                           |
| Stunt Performance Award                                                | • Гаэлль Коэн                                            |